# Weißenfels
Weißenfels és una ciutat d'Alemanya, situada a l'estat de Saxònia-Anhalt a la vora del riu Saale, a prop de les ciutats de Halle i Leipzig.

## Personatges il·lustres

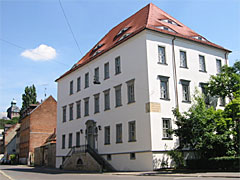
La casa on va morir Novalis, avui un museu.

- Novalis (1772-1801), escriptor, va morir a Weißenfels.
- Gottfried Reiche (1667-1734), compositor, trompetista, va néixer a Weißenfels.
- Heinrich Schütz (1585-1672), compositor, va viure a Weißenfels moltes dècades.
- Gérard Tichy (1920-1992), va néixer a Weißenfels, actor espanyol d'origen alemany.